# Rudolf Cammisar
Rudolf Cammisar (* 2. April 1891 in Straßburg, Deutsches Reich; † 21. Februar 1983 in Tübingen; fälschlich auch Rudolf Cammissar) war ein deutscher Maler, Graphiker und Zeichner.
Cammisar studierte an der Kunstgewerbeschule in Straßburg und an der Stuttgarter Akademie unter Robert Poetzelberger. Er war Soldat im Ersten Weltkrieg und wurde 1918 von den Franzosen aus Straßburg ausgewiesen. Er wohnte danach in Tübingen, dem Heimatort seiner Ehefrau.

## Familie
Er war ein Sohn des Glasbläsers und Tischlermeisters August Cammisar (* 11. September 1847 in Rheinzabern; † 8. Mai 1910 in Straßburg) und dessen Ehefrau Marie, geb. Markert, aus Kehl. Seine Geschwister waren der Maler Auguste Cammissar (1873–1962), Karl Cammisar (1876–1942) und Marie Barbe Cammisar (* 1881). Er heiratete 1924 Juliane Reischle (* 26. September 1889 in Tübingen; † 30. Oktober 1989 ebenda) und hatte mit ihr drei Kinder: Franz Cammisar, Mechtild Maria Cammisar und Odilia Barbara Cammisar.